# Bronschhofen
Bronschhofen (toponimo tedesco) è una frazione di 4 684 abitanti del comune svizzero di Wil, nel Canton San Gallo (distretto di Wil).

## Storia
Fino al 31 dicembre 2012 è stato un comune autonomo che si estendeva per 13,16 km²; il 1º gennaio 2013 è stato accorpato al comune di Wil.

## Infrastrutture e trasporti
È servito dalle stazioni di Bronschhofen e Bronschhofen AMP sulla ferrovia Mittelthurgaubahn.